# Grijze mauritiusbrilvogel
De grijze mauritiusbrilvogel (Zosterops mauritianus) is een zangvogel uit de familie Zosteropidae (brilvogels).

## Verspreiding en leefgebied
Deze soort is endemisch op het eiland Mauritius in het westen van de Indische Oceaan.